# Arthur Schwinkowski
Arthur Schwinkowski (* 9. August 1908 in Kiel; † 3. Januar 1994 in Konstanz) war ein deutscher Lehrer und Politiker (CDU). Er war von 1958 bis 1967 Zweiter Vizepräsident des Landtages von Schleswig-Holstein.

## Leben
Nach dem Abitur an einem Realgymnasium absolvierte Schwinkowski ein Studium der Neueren Sprachen und der Volkswirtschaftslehre an der Christian-Albrechts-Universität zu Kiel. 1931 wurde er in Kiel zum Dr. phil. promoviert. mit der 1933 legte er auch das Staatsexamen für das Höhere Lehramt ab und ging zunächst als Austauschlehrer und Universitätslektor nach Rennes in Frankreich. Schwinkowski war dann 1934–1939 in der französischen Textilindustrie tätig. Wegen des Überfalls auf Polen kehrte er 1939 nach Deutschland zurück und legte 1940 das Pädagogische Staatsexamen ab. Anschließend war er im besetzten Frankreich von 1940 bis 1943 als Direktor des Deutschen Instituts in Bordeaux und danach bis 1945 als Dolmetscher für die Wehrmacht tätig. Nachdem er aus der Kriegsgefangenschaft entlassen worden war, kehrte er 1946 kehrte in den Schuldienst zurück. Von 1954 bis 1960 war er als Oberstudienrat Lehrer am Staatlichen Studienseminar in Kiel und von 1960 bis 1967 als Oberstudiendirektor Leiter des Staatlichen Gymnasiums für Jungen und Mädchen in Wellingdorf. Arthur Schwinkowski war zweimal verheiratet und hatte vier Kinder.

## Politik
Schwinkowski gehörte zu den Mitbegründern der CDU Schleswig-Holstein und war von 1957 bis 1967 Vorsitzender des CDU-Kreisverbandes Kiel. Schwinkowski war von 1950 bis 1954 und von 1958 bis zur Niederlegung seines Mandates am 31. Oktober 1969 Mitglied des Landtages Schleswig-Holstein. Dort war er vom 10. Oktober 1958 bis zu seinem Rücktritt am 4. November 1967 Zweiter Landtagsvizepräsident und außerdem von 1951 bis 1954 sowie von 1963 bis 1967 Parlamentarischer Vertreter des Kultusministers. Arthur Schwinkowski ist 1954 als direkt gewählter Abgeordneter des Wahlkreises Kiel-Nord und danach stets als Abgeordneter des Wahlkreises Kiel-Mitte in den Landtag eingezogen. Er gehörte den Bundesversammlungen 1954 und 1959 an. Vom 7. August 1951 bis zum 6. August 1954 und erneut vom 30. Januar 1963 bis zum 28. April 1967 war Schwinkowski Parlamentarischer Vertreter des Kultusministers.

## Gesellschaftliche Ämter
Schwinkowski gehörte 1965–1970 dem Rundfunkrat des Norddeutschen Rundfunks an. Er war Mitbegründer der Deutsch-Tunesischen Gesellschaft.